# دعا (فیلم ۲۰۱۴)
دعا (به تامیلی: Poojai) فیلمی محصول سال ۲۰۱۴ و به کارگردانی هاری است. در این فیلم بازیگرانی همچون ویشال، شروتی حسن، ساتیاراج، رادیکا ساراتکومار، ماکش تیواری، سوری ایفای نقش کرده‌اند.